# Small Mercies
Small Mercies es el séptimo disco de David Knopfler editado en el 1994.

## Canciones
1. Deptford Days
2. The Heart of It
3. I Remember It All
4. A Woman
5. All My Life
6. The Slow - Mo' King
7. A Little Sun (Has Gotta Shine)
8. Weeping in the Wings
9. Rocking Horse Love
10. Papa Don't You Worry
11. I Wasn't There at All
12. Love Will Find Us
13. Forty Days and Nights
14. Going Fishing

## Músicos
- Harry Bogdanovs :Guitarra, Mandolina, Banjo, Bajo (Pista 6),Coros, Piano (Pista 13)
- Geoff Dugmore :Batería, Percusiones
- Kuma Harada :Bajo
- Graham Henderson :Acordeón, Órgano
- David Knopfler :Voz, Guitarra, Armónica, Piano, Strings, Vibraphone
- Bub Roberts :Guitarra
- Ray Singer :Percusiones
- Miriam Stockley :Coros
- Chris Thompson :Coros
- Chris White :Saxofón

## Productores
- Harry Bogdanovs
- David Knopfler

- Datos: Q3962940